# Desamparados (Costa Rica)
Desamparados es el primer distrito y cabecera del cantón homónimo, en la provincia de San José, Costa Rica, fundada en el año de 1855. 
El distrito se caracteriza por ser una de las ciudades y o distritos más importantes del Gran Área Metropolitana de Costa Rica y por su alta densidad de población. El distrito es separado en tres sectores: Desamparados (centro), calle Fallas y San Jerónimo.

## Toponimia
El nombre del distrito proviene en honor a Nuestra Señora de los Desamparados, patrona del cantón y de la parroquia con el mismo nombre, la Parroquia Nuestra Señora de los Desamparados, ubicada en el centro del distrito y construida en 1821.

## Historia
Las primeras ocupaciones recordadas de este territorio fueron por indígenas del antiguo Reino Huetar de Occidente, el cual se encontraba encabezado por el Cacique Garabito. Los indígenas que habitaron esta región fueron los mismos que habitaron la región de Aserrí, sobresaliendo entre ellos el Cacique Accerrí, originario de la tribu Quepoa.
Los primeros pobladores ubicaron sus casitas a lo largo de un camino que unía San José con Aserrí, y separaron sus propiedades con cercas, ya sea de piedra o árboles naturales, por lo que antiguamente se llamó a esta región Dos Cercas.
En aquella época, Dos Cercas, que era un distrito de San José, se conformaba por los barrios de Patarrá, Salitral (hoy San Antonio), San Felipe (hoy San Miguel), Palo Grande (hoy San Rafael) y El Molino (hoy San Juan de Dios).
En 1821, el caserío Dos Cercas ya tenía gran importancia y se había planificado muy bien sus primeros cuadrantes, de conformidad con las normas que ordenaba la vetusta "Ley de Indias para la formación de cabildos", además de que ya contaba con más población que otros asentamientos como Patarrá, San Antonio, Aserrí y el mismo Curridabat. Fue por eso que se construyó un pequeño oratorio que el Padre Esquivel, Cura Párroco de San José, bendijo el 24 de diciembre de 1821, regalando una pequeña imagen de Nuestra Señora de los Desamparados, la cual se comenzó a venerar desde entonces. Esta imagen, de 50 centímetros de alto, se le llamó la Peregrina, por cuanto recorría los distritos de la parroquia para recaudar fondos para la fiesta patronal, los segundos domingos de mayo.
El 4 de julio de 1855, bajo la administración de Juan Rafael Mora Porras, Desamparados es erigida como villa mediante la Ley n.º 20.
El 4 de noviembre de 1862, se funda el cantón de Desamparados, número tres de la provincia de San José, mediante la Ley de Ordenanzas Municipales.

## Ubicación
Se ubica en el norte del cantón y limita al norte con el cantón de San José, al oeste con el distrito de San Rafael Abajo, al suroeste con el distrito de San Rafael Arriba, al sur con el distrito de San Miguel y al este con los distritos de Gravilias y San Antonio.

## Geografía
Desamparados cuenta con un área de 3,32 km² y una altitud media de 1148 m s. n. m.

## Demografía
Para el año 2022, Desamparados cuenta con una población estimada de 31 783 habitantes, y para el último censo efectuado, en 2011, Desamparados contaba con una población de 33 866 habitantes.
La población del distrito Desamparados ha presentado un crecimiento constante a través del siglo XX, sin embargo, en 1989 se da la creación del distrito Gravilias, que surge de terrenos que antes pertenecían al distrito primero, y que trae un ordenamiento territorial entre los diferentes distritos del cantón. Antes del censo del año 2000 el área total pasó de 6,86 km² a la actual, por lo que las cifras de densidad de población para los últimos dos censos no son comparativas con las de censos anteriores, fenómeno que también se presenta en algunos otros distritos del cantón de Desamparados.
Según el Censo Nacional del año 2011, el cantón contaba con una población de 33 866 habitantes, residiendo en más de 10 380 viviendas, aproximadamente.
Según cifras del censo del año 2011, la mayoría de los residentes del distrito Desamparados nacidos en el extranjero son de origen nicaragüense.
| País de Nacimiento       | Total 2000 | % Extranj. | Total 2011 | % Extranj. |
| ------------------------ | ---------- | ---------- | ---------- | ---------- |
| Nicaragua                | 2 585      | 79,7       | 2 538      | 77,2       |
| Colombia                 | 76         | 2,3        | 233        | 7,0        |
| El Salvador              | 89         | 2,7        | 86         | 2,6        |
| Cuba                     | 74         | 2,3        | 68         | 2,1        |
| Estados Unidos           | 60         | 1,9        | 53         | 1,6        |
| Nacidos en el Extranjero | 3 243      | 100,0      | 3 287      | 100,0      |

## Concejo de distrito
El concejo de distrito de Desamparados vigila la actividad municipal y colabora con los respectivos distritos de su cantón. También está llamado a canalizar las necesidades y los intereses del distrito, por medio de la presentación de proyectos específicos ante el Concejo municipal. El presidente del concejo del distrito es el síndico propietario del Partido Liberación Nacional, Javier Alberto Muñoz Segura.
El concejo del distrito se integra por:
| #                       | Partido                             | Nombre                          |  |
| ----------------------- | ----------------------------------- | ------------------------------- |  |
| Síndico propietario     |                                     |                                 |  |
| 1                       | Partido Liberación Nacional         | Javier Alberto Muñoz Segura     |  |
| Síndico suplente        |                                     |                                 |  |
| 2                       | Partido Liberación Nacional         | Karina Paola Rodríguez Morales  |  |
| Concejales propietarios |                                     |                                 |  |
| 3                       | Partido Liberación Nacional         | María del Carmen Mesen Cascante |  |
| 4                       | Partido Unidad Social Cristiana     | Bryan Andrey Chacón Loria       |  |
| 5                       | Partido Liberal Progresista         | Iris Thais Sandi Mena           |  |
| 6                       | Partido Progreso Social Democrático | Juan Luis Arce Diaz             |  |
| Concejales suplentes    |                                     |                                 |  |
| 7                       | Partido Liberación Nacional         | Zahyra María Sánchez Mora       |  |
| 8                       | Partido Unidad Social Cristiana     | Maykel Eduardo Brenes Torres    |  |
| 9                       | Partido Liberal Progesista          | Anais Natalia Campos Arroyo     |  |

## Organización territorial
El distrito de Desamparados se conforma por las siguientes comunidades o barrios:
- Altamira
- Calle Angulo
- Calle Araya
- Calle Fallas
- Cocorí
- Colonia del Sur
- Contadores
- Cucubres
- Damas
- Desamparados (centro)
- El Jardín
- Kamaquiri (comparte con San José)
- Kiria
- La Fortuna (comparte con San Antonio)
- La Paz
- Las Ardillas
- Las Brisas
- Lomas
- Los Cisnes
- Los Duraznos
- Los Murillo
- Los Naranjos
- Loto San Jerónimo
- Madeira
- Marshall
- Metrópoli
- Monseñor Sanabria
- Monte Claro
- Río Jorco
- Sabara
- San Antonio
- San Roque
- Santa Cecilia
- Pinar del Río
- Tauro
- Tica Linda
- Torremolinos
- Venecia
- Vista Verde

## Cultura

### Educación
Ubicadas propiamente en el distrito de Desamparados se encuentran los siguientes centros educativos:
- Colegio Nuestra Señora de los Desamparados
- Colegio Vocacional Monseñor Sanabria
- Escuela Cristiana Asambleas de Dios de Torremolinos
- Escuela Joaquín García Monge
- Escuela San Jerónimo
- Escuela Virgen María del Milagro
- Liceo Monseñor Rubén Odio Herrera
- Liceo de Calle Fallas

### Sitios de interés
- Mall Multicentro
- Municipalidad de Desamparados
- Museo Joaquín García Monge
- Parque Central "Centenario" de Desamparados
- Parroquia Nuestra Señora de los Desamparados

## Transporte

### Carreteras
Al distrito lo atraviesan las siguientes rutas nacionales de carretera:
- Ruta nacional 175
- Ruta nacional 206
- Ruta nacional 207
- Ruta nacional 209
- Ruta nacional 213